# Hermannsberg (Hessen)
Der Hermannsberg bei Rattlar in der Gemeinde Willingen im nordhessischen Landkreis Waldeck-Frankenberg ist ein 705,1 m ü. NHN hoher Berg des Rothaargebirges. Auf dem Berg steht der Hermannstein.

## Geographie

### Lage
Der Hermannsberg liegt im Upland, dem Nordostteil des Rothaargebirges, im Naturpark Diemelsee. Sein Gipfel erhebt sich etwa 800 m südsüdöstlich von Rattlar und 2,5 km (je Luftlinie) nordnordwestlich von Usseln, zwei Willinger Ortsteilen. Nach Osten fällt seine Landschaft in das Tal der Diemel und nach Westen in jenes des Wiedbachs ab, einem kleinen Dommelbach-Zufluss; entlang des Wiedbachs verläuft zwischen Rattlar und Usseln die Kreisstraße 65.
Zu den Nachbarbergen und -erhebungen des Hermannsbergs gehören Schetenkopf (ca. 650 m) und Hegekopf (ca. 641 m) im Norden, Dommel (738 m) im Nordnordosten, Ellenberg (655,5 m) im Nordosten, Sähre (726 m) im Südosten, Osterkopf (708,5 m) im Südsüdosten, Heimberg (ca. 690 m) im Süden, Schneeberg (726,3 m) im Südsüdwesten, Lüerberg (713 m) im Südwesten und Höhekopf (621,7 m) im Nordnordwesten.

### Naturräumliche Zuordnung
Der Hermannsberg gehört in der naturräumlichen Haupteinheitengruppe Süderbergland (Nr. 33) in der Haupteinheit Rothaargebirge (mit Hochsauerland) (333) und in der Untereinheit Upland (333.9) zum Naturraum Inneres Upland (333.90).

## Hermannstein
Auf seinem Gipfel befindet sich der Pfingsten 1912 errichtete (und bis heute an Ort und Stelle erhaltene) Hermannstein, ein großer quadratischer Feueraltar mit Sonnenrad und einem (nicht erhaltenen) hölzernen Runentor. Diese Altaranlage war als Feierstätte des rechtskonservativen Bundes deutscher Volkserzieher und der Germanisch-Deutschen Religions-Gemeinschaft errichtet worden. Bei der Einweihung waren neben dem Publizisten und Vorsitzenden des Volkserzieher-Bundes, Wilhelm Schwaner, unter anderem auch Karl Engelhard, Ludwig Fahrenkrog, Gustav Simons, Philipp Stauff und Carl Weißleder zugegen.